# Pfarrhaus Kirchstraße 1 (Elsterwerda)

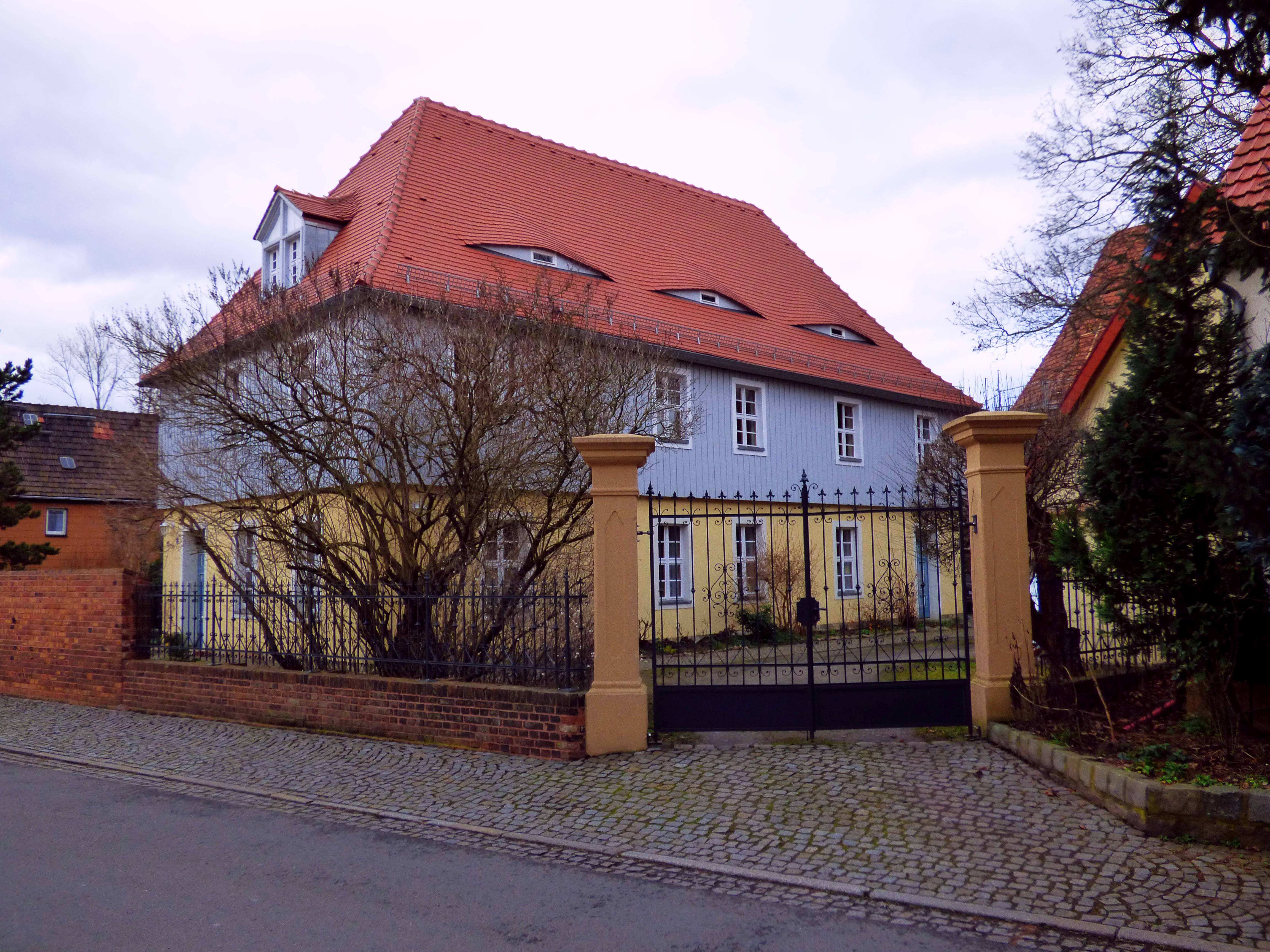
Das Pfarrhaus in Elsterwerda (2018)

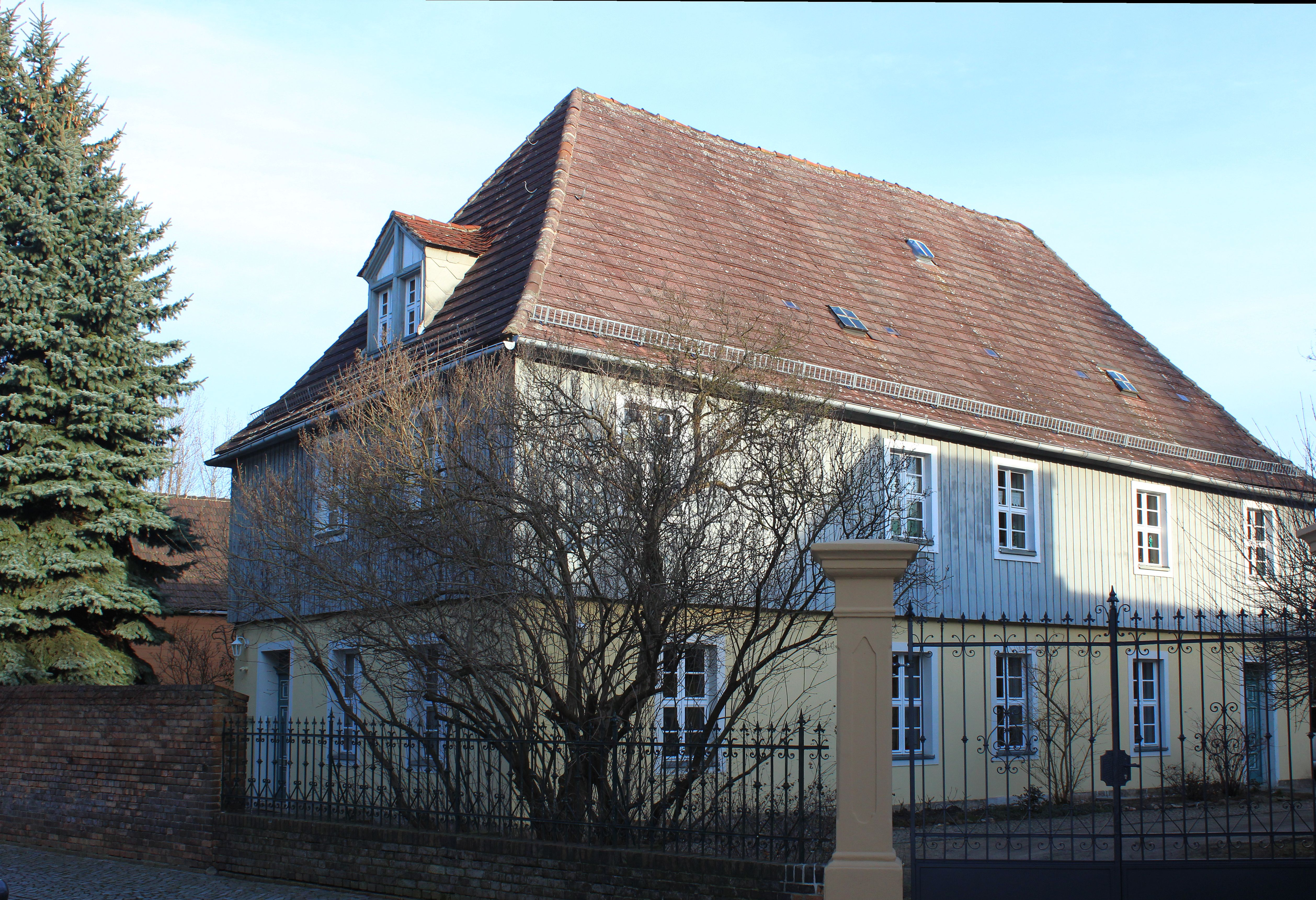
Das Pfarrhaus in Elsterwerda (2012)

Das Pfarrhaus der evangelischen Kirche in der Kirchstraße 1 ist ein Baudenkmal, das sich in der Kleinstadt Elsterwerda im südbrandenburgischen Landkreis Elbe-Elster befindet. Im Gebäude befand sich ursprünglich auch der Sitz der 1815 neu gegründeten und inzwischen aufgelösten Superintendentur Elsterwerda. Heute sind hier neben der Pfarrwohnung unter anderem noch das örtliche Pfarramt sowie der Sitz des Kirchenmusikers zu finden.

## Beschreibung und Geschichte

Das Elsterwerdaer Pfarrhaus um 1911

Bei dem Pfarrhaus der evangelischen Stadtpfarrkirche St. Katharina handelt es sich um ein verputztes, mit einem Walmdach versehenes zweigeschossiges Gebäude, wobei das Obergeschoss in Fachwerkbauweise entstanden ist. Das heutige am Standort befindliche Gebäude wird auf die Zeit um 1698 datiert.
Seiner Entstehung am Ende des 17. Jahrhunderts war ein verheerender Stadtbrand am 9. April des Jahres 1696 vorausgegangen. Dem Feuer fiel neben dem Pfarrhaus und der Diakonatswohnung nahezu die gesamte Stadt zum Opfer. Die Ausnahme bildeten hier die Kirche, die Schule, zwei Brauhäuser sowie einige am Badergässchen gelegene Häuser.
Um 1900 erfolgten Umbauarbeiten. 1994 wurde es umfangreich restauriert. Im Jahr 2015 wurde nach einem Sturmschaden das komplette Dach neu eingedeckt, wobei es mit roten nichtengobierten Biberschwanzziegeln gedeckt wurde. Weiters erfolgte der Einbau von ursprünglich bereits vorhandenen Dachgauben und die Holzverkleidung des Obergeschosses bekam einen neuen Anstrich.
Im örtlichen Denkmalverzeichnis ist es unter der Erfassungsnummer 09135036 verzeichnet.